# Trudy Instituta Botaniki. Alma-Ata
Trudy Instituta Botaniki. Alma-Ata (abreviado Trudy Inst. Bot. (Alma-Ata)) es una revista ilustrada con descripciones botánicas que es editada en la URSS desde el año 1955 con el nombre de Trudy Instituta Botaniki, Akademii Nauk Kazakhskoi S. S. R. Alma-Ata. 